# Juraj fest
Juraj fest je koncert duhovne glazbe zborova i bandova mladih župa Zagreba i Zagrebačke nadbiskupije. Poslije koncerta priređuje se agape uz bratsko druženje. Održava se u župi svetog Jeronima u Maksimiru. Glazbeni sastavi glasom, svirkom i veseljem slave Boga. Festival je zamišljen je kao susret i druženje mladih ljudi koje povezuje vjera, a koji dolaze iz raznih dijelova Zagreba i okolice.

## Povijest
Godine 2010. godine na inicijativu mladih i župnika Tomislava Petranovića došli su na zamisao da bi se nekako trebala iskoristiti ljepota maksimirskog parka u neposrednoj blizini župne crkve župe sv. Jeronima. Zaključili su da bi oazi prirode najbolje pristajao prirodni ljudski glas koji slavi Boga. Zato što u parku već postoji kapelica svetog Jurja, odlučeno je da se festival zove Jurajfest.
U maksimirskom se parku tri prve godine održavao festival. Treće je godine usred održavanja sudionike iznenadila kiša. To iskustvo ih je poučilo i sljedećih su godina festival održavali u crkvi svetog Jeronima u Maksimiru. Druženje poslije nastupa premješteno je u crkveno dvorište koje je u sklopu parka. Godine 2014. festival je napravio stanku, a 2015. ponovno je nastavljeno s održavanjem.

## Vanjske poveznice
- Facebook